# San Marino all'Eurovision Young Musicians
La Repubblica di San Marino ha debuttato all'Eurovision Young Musicians 2016, svoltosi a Colonia, in Germania.

## Partecipazioni
- Primo posto
- Secondo posto
- Terzo posto

| Anno                                    | Artista              | Strumento   | Canzone | Posizione       | Posizione         |
| Anno                                    | Artista              | Strumento   | Canzone | Finale          | Semifinale        |
| --------------------------------------- | -------------------- | ----------- | --- | --------------- | ----------------- |
| 2016                                    | Francesco Stefanelli | Violoncello | 1) Cello Concerto Nr. 1 2) Allegretto di Dmitri Shostakovich | F               | Niente semifinali |
| 2018                                    | Francesco Stefanelli | Violoncello | 1) Violoncello Totale per violoncello di Krzysztof Penderecki 2) I mov, Sonata per violoncello in F maggiore, Op. 99 di J. Brahms 3) Papillon, Op. 77 di Gabriel Fauré 4) V mov, Sonata per violoncello e pianoforte in C, Op. 65 di Benjamin Britten | Non qualificato | Non qualificato   |
| Nessuna partecipazione dal 2020 al 2024 |                      |             | |                 |                   |